# Andvakia isabellae
Andvakia isabellae is een zeeanemonensoort uit de familie Andvakiidae.
Andvakia isabellae is voor het eerst wetenschappelijk beschreven door Carlgren & Hedgpeth in 1952.